# 乔希·马西尼
乔希·马西尼（英語：Josh Matheny，2002年10月16日—），美国男子游泳运动员，2019年世界青年游泳锦标赛男子200米蛙泳和混合4×100米混合泳接力金牌得主、100米蛙泳和男子4×100米混合泳接力银牌得主、2023年世界游泳锦标赛混合4×100米混合泳接力铜牌得主。